# Lockport (Illinois)
Lockport – miasto w Stanach Zjednoczonych, w stanie Illinois, w hrabstwie Will.